# Rita Van Neygen
Rita Van Neygen is een voormalig Belgisch presentatrice.
Van Neygen werd bekend als co-presentatrice van het consumentenprogramma Op de koop toe, dat van 1991 tot 1997 liep op de Vlaamse publieke omroep. Ze presenteerde dat programma samen met Emiel Goelen. Na het ontslag van Goelen in 1997 presenteerde ze de laatste afleveringen alleen.
Rita Van Neygen was ook te zien als panellid van De Drie Wijzen.
Na Op de koop toe werkte Van Neygen als hoofd van de hostesses van de omroep, die bezoekers en gasten onthaalden. Later ging ze aan de slag voor onder meer Terzake en Villa Politica. In 2013 ging ze met pensioen.